# 刀不留人
《刀不留人》（英語：The Blade Spares None）是1971年叶荣祖执导，罗大维编剧的香港武侠剧情电影，由苗可秀、谢贤等人领衔主演，该电影主要讲述一个诨号“刀不留人”的女侠在报仇的时候，遇到了两位侠士的故事。

## 劇情簡介
有一位女侠何丽君，其手持双刀，武功超群，人称“刀不留人”。
她参加了一场王爷举办的比武大会，而她参加的目的，就是找到杀死她全家的仇人孙天尘。并且这个王爷每次在比武大会结束后，都会发生一起盗宝大案，而两位侠士就是想弄清楚王爷和盗宝案件的关系，于是问参加了比武大会。
而后，何丽君和这两个侠士决定合作，并且还意外的得知王爷实际上就是孙天尘假扮的。不仅如此，孙天尘还暗中杀死武逆他的，不帮助他盗宝的人。
接着，在何丽君和这两位侠士的努力下，他们终于将孙天尘击杀，但是在和孙天尘争斗途中，两位和何丽君合作的其中一位侠士因为重伤不治而死。

## 演员
- 苗可秀
- 谢贤
- 田俊
- 罗大维
- 姜南
- 吴明才
- 张冲
- 李允中
- 关山
- 洪金宝
- 高雄

## 相關連結
- 香港影庫上《刀不留人》的資料（繁體中文）
- 豆瓣电影上《刀不留人》的資料 （简体中文）
- 互联网电影数据库（IMDb）上《刀不留人》的资料（英文）